# Demarziella pratensis
Demarziella pratensis là một loài bọ cánh cứng trong họ Bọ hung (Scarabaeidae).